# معركة من أجل الطفل 700
معركة من أجل الطفل 700 (بالإنجليزية: Battle for Baby 700) هي اشتباك عسكري خلال حملة جاليبولي كجزء من الحرب العالمية الأولي بين قوات الدولة العثمانية وقوات المملكة المتحدة كانت المعركة خلال يومي 2 و 3 مايو 1915 وكان الهجوم فشلا كبيرا للقوات البريطانية. 